# 冬戦争

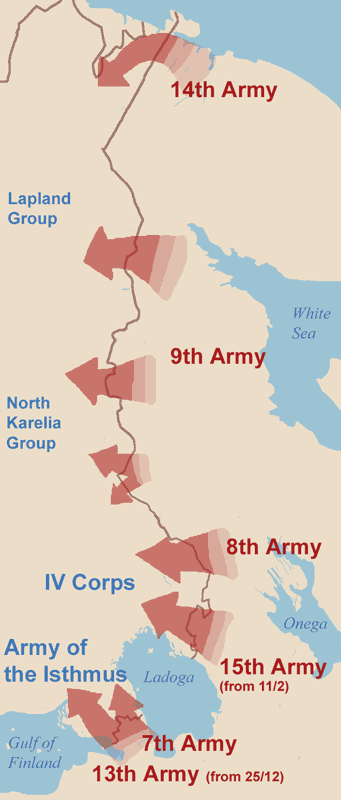
フィンランドの国境線全体から侵攻するソ連軍の図

冬戦争（ふゆせんそう、フィンランド語: talvisota）は、第二次世界大戦の勃発から3か月目にあたる1939年11月30日に、ソビエト連邦がフィンランドに侵攻した戦争である。フィンランドはこの侵略に抵抗し、多くの犠牲を出しながらも、独立を守ったが、モスクワ講和条約により領土の一部が割譲された。
両国間の戦争が1941年6月に再開されたため、第1次ソ・芬（ソ連・フィンランド）戦争とも言う。なお、後続の戦争は、日本では第2次ソ・芬戦争と呼ばれることもあるが、英語圏では継続戦争と呼ばれる。

## 概要
1939年8月23日の独ソ不可侵条約の秘密議定書によって、独ソによる東欧の勢力圏分割が約束された後、ソ連はバルト三国とフィンランドへの圧力を強め、バルト三国とは軍事基地の設置とソ連軍駐留を含む相互援助条約を結ばせた。フィンランドにも同様に、国境線の変更や軍事基地設置とソ連軍駐留を含む要求を行ったが、フィンランド側は応ぜず、両国間の交渉は、11月に決裂した。
ソ連は自らの国境警備隊がフィンランド軍から発砲を受けたとして、同年11月30日にフィンランドに侵攻した。明らかな侵略行為に対して国際社会から非難を浴びたソ連は、同年12月14日に国際連盟から追放されたが、ソ連の行動に何の影響も与えなかった。この際、イギリスとフランスはナチス・ドイツとの戦いにこの戦争を利用できないか模索した。スターリンは、実力行使すれば、フィンランドは和平を求めてくるだろうと考え、フィンランド軍のおよそ3倍の兵力を投入したが、フィンランド軍の粘り強い抵抗の前に非常に苦戦を強いられた。
既に、ナチス・ドイツと戦争中であったイギリス、フランスは、フィンランド支援を口実として、ドイツの軍需生産に不可欠なスウェーデンの鉄鉱石を抑えるために、地上軍の派遣をノルウェーなどスカンジナヴィア半島北部を経由して計画したが、ノルウェーとスウェーデンは軍隊の通過を拒否したために計画は実現しなかった。フィンランドは1940年3月まで戦い抜いたが、フィンランド第二の都市であるヴィープリを含む国土の10%、工業生産の20%が集中するカレリア地峡をソ連に譲り渡すという苛酷な条件のモスクワ講和条約を結び、3月13日に停戦は成立した。

## 背景
歴代のソビエト政権にとって、革命発祥の地であり、ソ連第2の大都市であるレニングラードと近すぎるフィンランド国境は、重要な安全保障上の課題であった。1930年代後半になりナチス・ドイツの膨張政策が明らかになり、ドイツに強い警戒感を抱いていたスターリンにとって、この状況は座視できるものではなくなった。

### 外交交渉(1938-1939春)
そこでソ連側は、1938年4月より、NKVD職員で在ヘルシンキ大使館員のボリス・ヤルツェフを通じ、フィンランド政府と非公式な交渉を始めた。交渉を始めたのは、フィンランドを通ってドイツがソ連北部や、レニングラードに侵攻することを恐れたためである。ソ連はバルト海の防衛強化のため、オーランド諸島の再要塞化を求めたが、この時の最終的なソ連側の要求は、
- レニングラード湾上の4つの島嶼の割譲
- 上記の代償として、ラドガ湖の北の東カレリアで、フィンランドとの係争地の一部をフィンランドへ割譲

というものであった。しかし、フィンランド側は応ぜず、この交渉は、1939年春には行き詰まってしまった。
1939年5月には、ソ連では比較的西側と協調路線であったマクシム・リトヴィノフが外務人民委員（外相相当）を更迭され、スターリンは、後任にヴャチェスラフ・モロトフを起用した。

### 外交交渉(1939年秋)
1939年8月23日、ソ連とナチス・ドイツの間に相互不可侵条約が調印されたが、この協定には、東欧を独ソの勢力圏に分割する秘密議定書が含まれており、この中でドイツはフィンランドがソ連の勢力圏に属することを認めた。
ソ連のポーランド侵攻から、まもなくバルト三国の外相はモスクワに呼ばれ9月29日にエストニア、10月5日にラトビア、10月10日にはリトアニアが、領土内にソ連軍基地の設置を認める自動延長の相互援助条約を強制的に結ばされた。
バルト三国との交渉より、やや遅れてソ連からフィンランドに二国間の懸案の問題について協議したい申し入れがあり、直接交渉が10月11日からモスクワで始まった。このときソ連と交渉にあたったのは、フィンランド内戦終結後に首相経験をもち、駐ソ特命大使であったパーシキヴィである。翌12日にスターリンが出席した会談で提示されたソ連側の要求は、さらに厳しくなっており、おおよそ以下の条件であった。
- レニングラード湾（フィンランド湾）の4つの島嶼の割譲
- カレリア地峡のフィンランド国境（レニングラードから32 km)を、ヴィープリの東30 kmまで西へ移動
- カレリア地峡の防衛線（マンネルヘイム線）の撤去
- ハンコ半島の30年間の租借および海軍基地の設置と約5,000人のソ連軍の駐留
- 上記、駐留赤軍の交代の為のフィンランド領内の鉄道による通行権
- 以上の代償として、ソ連は、東カレリアのレポラ、ポラヤルヴィを割譲する。

ちなみに割譲要求地域は2,200 km2、交換条件の東カレリアの面積は5,000 km2である。このソ連側の要求については、フィンランド側では2つの考えがあった。
ユホ・エルッコ外相らはこの要求が最後という保証はなく、マンネルヘイム線を撤去してしまえば、次の要求に対して軍事的に抵抗するすべもなくなる。よって、ソ連側の要求には、応じられないと結論づけた。
一方、パーシキヴィ（モスクワ派遣交渉団代表）、ベイノ・タンネル（蔵相、フィンランド社会民主党党首）、マンネルヘイムらは、フィンランド国防軍の現状や欧州の情勢からして、ソ連の要求を峻拒することは出来ないので、ソ連の要求を受け入れよ、という意見であった。
結局、フィンランド政府はレニングラード湾口の島嶼の割譲とカレリア地峡の国境線を若干西へ移動させる、譲歩案を示したもののソ連側はそれには応ぜず、10月14日には第二会談が行われたが、議論はまとまらず交渉団はソ連の提案を直接協議するため一旦帰国する。10月23日にソ連との会談は再開されたが、交渉は難航した。フィンランドはフィンランド湾東部に位置する諸島の割譲は認めたものの、ハンコ半島の要求は拒絶した。これに対しソ連はソ連自身が介入しない形でのオーランド諸島のフィンランドによる武装化を提案した。ハンコ半島についても、駐留する兵力は4000人に限り、期間もドイツとイギリスの戦争状態が終結するまでとし、カレリア地峡の国境も、以前のソ連案よりもわずかに南にずらすとした。この提案はフィンランド政府にとって予想外であり、交渉団は再び帰国する。この際ソ連の要求に対してフィンランドが強く反対できたのは、ソ連との戦争が始まってもスウェーデンや、西ヨーロッパ諸国が自国を支援してくれるという思惑があるためである。実際、北欧各国への支援を求めるため、スウェーデンで北欧首脳会談が開かれているが、この会談では北欧の団結力を確認しただけで支援の決定などは無かった。またこの時マンネルヘイムや、パーシキヴィはソ連の要求をある程度呑むことを主張したが、フィンランド政府はさらなる要求がくると考え二人の主張を拒絶した。11月3日にモスクワで交渉が再開された会談でも、平行線を辿った。フィンランドはハンコ半島の要求については終始拒否したが、ソ連はこれの代わりにその東に位置するヘンマンソー、コー、ハスト、ブソの島々の割譲あるいは租借を求めた。これに対し交渉団はフィンランド政府の回答を待ったが、11月8日に届いた回答はソ連案の全面的拒絶だった。これにより交渉は決裂し、11月13日に交渉団は帰国した。
マンネルヘイムは交渉の決裂後も政府に再交渉を求めていたが、11月26日にはとても現政権の国防外交政策について責任は持てないとして、国防評議会座長職の辞表を政府に提出した。

## 両軍の戦闘序列（1939年11月30日）

### フィンランド国防軍
- 国軍最高司令部 カール・グスタフ・エミール・マンネルヘイム元帥
  - 第6師団（司令部予備）
  - カレリア地峡軍 フーゴ・オステルマン中将
    - II軍団 ハロルド・オーキュスト中将（地峡の南、フィンランド湾側）
      - 第1師団
      - 第4師団
      - 第5師団
      - 第11師団

    - III軍団 エリック・ハインリッヒス中将（地峡の北、ラドガ湖側）
      - 第9師団
      - 第10師団

  - IV軍団 ユホ・ヘイスカネン少将（ラドガ湖北岸からIlomantsiまで）
    - 第12師団
    - 第13師団

  - 北方グループ ヴィリオ・ツオムポ中将（バレンツ海沿岸からIlomantsiまで）
    - 種々の独立大隊、国境警備大隊

### ソ連軍（赤軍）
- レニングラード軍管区 キリル・メレツコフ大将
  - 第7軍（レニングラード → ヴィープリ → ヘルシンキ）
  - 第8軍（ラドガ湖北岸→ヴィープリ、ルウキ → スオムッサルミ → オウル）
    - 第139師団
    - 第163師団
    - 第168師団

  - 第9軍（カンダラクシャ → サッラ → ケミヤルヴィ → ロヴァニエミ）
    - 第88師団
    - 第122師団

  - 第14軍（ムルマンスク → ペツァモ → ロヴァニエミ）
    - 第104師団

## 推移

### 1939年
1939年11月26日午後、カレリア地峡付近のソ連領マイニラ村でソ連軍将兵13名が死傷する砲撃事件が発生したとソ連側から発表された。この事件はマイニラ砲撃事件と呼ばれており、ソ連はこの砲撃をフィンランド側からの挑発であると強く抗議した。この事件は実際には、ソ連が自軍に向けて故意に砲撃したのをフィンランド軍の仕業にして非難し、この攻撃を国境紛争の発端に偽装したものであり、このことは近年明らかになったソ連時代の機密文書によっても裏付けられている。
ソ連は、11月28日にモスクワ駐在フィンランド公使に対してソ芬不可侵条約破棄を通告する文書を手交。11月29日に国交断絶が発表された。
11月30日、ソ連は宣戦布告の無いままに23個師団45万名の将兵、火砲1,880門、戦車2,385輌、航空機700機を以って、フィンランド国境全域で侵攻した。これに対しフィンランド国防軍は12個師団19万名の将兵（開戦直後に予備役を総動員し、最終的には30万名）、火砲700門、戦車十数両、航空機134機ほどの戦力であった。ソ連空軍は、国境地帯の他、ヘルシンキ、ヴィープリなど数都市を空爆した。ソ連は、フィンランド内戦での白衛軍の流れを汲むフィンランド現政権に対する人民蜂起を期待していたので、空爆には、爆弾のほかに武装蜂起を促すフィンランド語のチラシが大量にばらまかれた。その日の夜、アイモ・カヤンデル政権で連立を組んでいた社会民主党のヴァイノ・タンネル蔵相は、カヤンデル首相に退陣を求め、12月1日にカヤンデル政権は総辞職した。タンネルは、フィンランド銀行総裁のリスト・リュティに首相就任を求め、リュティはこれを受け入れた。また、タンネルは、自ら新内閣の外相についた。新内閣の方針は、国際連盟、西側諸国、北欧諸国に働きかけるとともに、軍事面では可能な限りの出血をソ連軍に強いて、早期にソ連を交渉のテーブルに引きずり出すことで、一致した。キュオスティ・カッリオ大統領は、マンネルハイムに辞表の撤回と国軍最高司令官への就任をもとめ、マンネルハイムはこれを受けた。
12月1日、開戦当日の夕方にはソ連軍に占領された国境地帯の町テリヨキ（フィンランド語: Terijoki、現在のゼレノゴルスキ ロシア語: Зеленогорск）で、1918年の内戦で敗れてソ連に亡命していた共産党員オットー・クーシネンを首班とするフィンランド民主共和国が、ソ連のお膳立てで樹立され、ソ連は、この政府がフィンランド人民を代表する唯一の正当な政権であると宣言した。
12月3日、フィンランドは国際連盟に対し、ソ連によるフィンランド侵略に関して連盟理事会及び総会の開催を要請。国際連盟はフィンランド問題委員会を立ち上げ、12月11日にソ連に対してフィンランドからの撤兵するよう求めたがが、翌12月12日にソ連外相のモロトフはこれを拒否。12月14日に開かれた第20回国際連盟総会では、ソ連を除名する決議案が満場一致をもって採択された。ソ連は連盟除名について、既に（侵攻直後に発足した）フィンランド民主共和国との間で条約を結んでおり、他国はソ連を非難する道徳的、形式的権利を有していないと批判した。

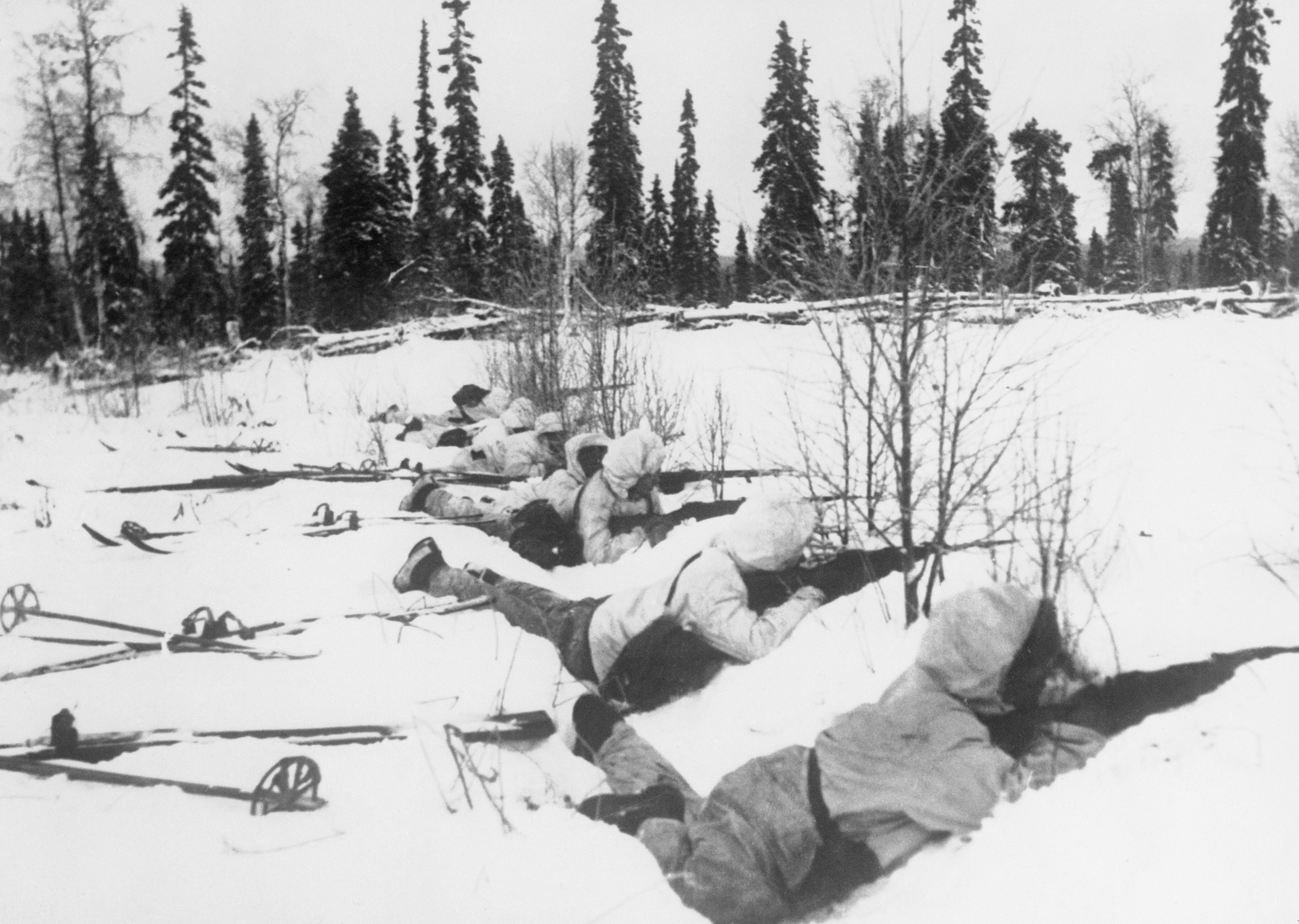
フィンランドのスキー兵

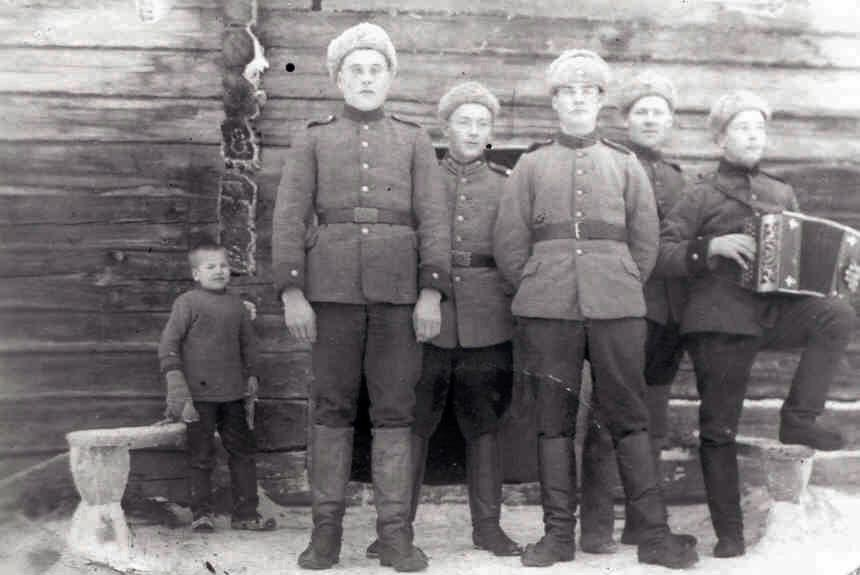
フィンランド兵

ソ連はレニングラード軍管区の4個軍を作戦に投入。第7軍はカレリア地峡の国境要塞線を突破して首都ヘルシンキを目指し、第8軍はラドガ湖北岸から西進し、カレリア地峡の背後への進出を計った。第9軍はフィンランドを南北に分断するためスオムッサルミの攻略を目指し、第14軍はラップランドへと進撃した。マンネルヘイムは第9師団にソ連軍第9軍への反撃を命じ、第16連隊を主力とする独立作戦集団を編成、タルヴェラ大佐に指揮を任せ、ラドガ湖北岸を進撃中のソ連軍第8軍に反撃を命じた。ソ連軍第7軍の第49師団はカレリア地峡マンネルヘイム線のタイパレ要塞線の突破を試みたが、フィンランド第10師団の反撃により攻撃は失敗し、甚大な被害を受けた。
ラドガ・カレリア方面では、トルヴァヤルヴィに進出したソ連軍第8軍の第139師団がタルヴェラ作戦集団に包囲され、1,000名以上の犠牲者を出し、敗走した。そこで第8軍はコッラ川を渡河して、守りの手薄なロイモラへ4個師団＋1個旅団の大戦力を投入し、突破作戦を開始した。しかし、コッラ防衛陣地を守るフィンランド軍第12師団の猛反撃により攻勢は足止めされ、第8軍は進撃停止を余儀なくされた。ラーテ街道（ラッテ林道）を進撃中だったソ連軍第9軍の第163師団は、フィンランド軍第9師団に包囲され、孤立した。
こうしてソ連軍の攻勢は全戦線でくいとめられ、一部の部隊は分断され、包囲殲滅の危機にさらされていた。戦果をあせったレニングラード軍管区司令官メレツコフは、12月16日、マンネルハイム線への総攻撃を再開。ソ連軍第7軍がスンマ要塞線への攻撃を開始したがフィンランド軍の守りは固く、甚大な損害をうけ総攻撃は失敗に終わった。その後も第7軍はマンネルヘイム線への総攻撃を繰り返したがことごとく撃退され、損害のみが増え続けた。一方ソ連軍第9軍は、包囲された第163師団を救援するため第44機械化師団を派遣した。第44機械化師団はラーテ街道で雪に進軍を阻まれ、立ち往生している最中に第9師団の奇襲を受けて壊滅、完全に孤立した第163師団も殲滅され、12月9日から開始されたスオムッサルミの戦いはフィンランド軍の完全勝利に終わった。ソ連軍第9軍の損害は、戦死・行方不明者2万4000人に達し、壊滅的敗北を喫した。スターリンは、すべての攻勢作戦の中止を命令した。

### 1940年
スターリンは、ジダーノフ、ヴォロシーロフを軍事作戦から外し、北西方面軍司令官には、セミョーン・ティモシェンコを選んだ。ティモシェンコは、新任務を受ける際に、マンネルハイム線の突破を約束したが、それは高価なものになるだろう、とスターリンに告げた。新司令官のもと、28センチ榴弾砲やKV-1重戦車を含む大量の重火器と兵力の集積が進められた。また、マンネルハイム線と似た地形陣地を自領内に作り、攻撃演習まで行った。1940年1月、初期の敗戦の責任を取らされる形でヴォロシーロフは罷免され、他にも数名の将校が銃殺された。再攻勢の為の兵力展開及び弾薬蓄積が完了した2月1日、カレリア地峡のマンネルハイム線に対して攻勢が再開された。2月10日までは空爆と砲撃だけを行い、2月11日より軍の前進が開始された。ソ連側は多大な死傷者を出しながらも、フィンランド軍を圧倒し、マンネルハイム線の突破に成功した。

### 国際社会の反応

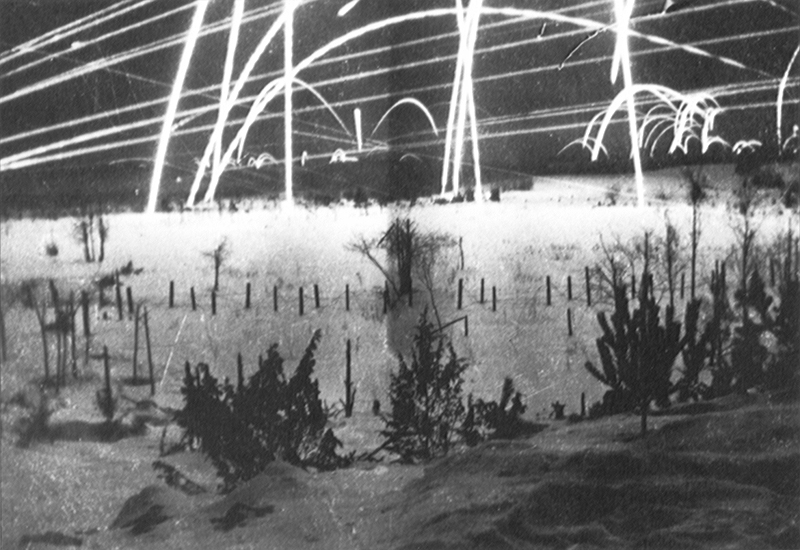
曳光弾が飛び交うフィンランドとソ連の国境線

国際世論は、圧倒的にフィンランドを支持していた。フィンランドからの提訴を受けて、1939年12月14日に国際連盟はソ連を追放した。当時、第二次世界大戦は「まやかし戦争」と呼ばれる小康状態にあったため、実際に戦闘が行われている冬戦争に注目が集まった。イギリスでは労働党が、1940年に配布したパンフレット『フィンランド-スターリンとヒトラーの犯罪的陰謀』の中で「赤いツァーリ（スターリン）は帝政ロシア以来の伝統的帝国主義を推進し、民主主義の小さな拠点に対して侵略戦争をおこなっている」とソ連の行為を非難した。アメリカ合衆国はフィンランドに対し1,000万ドルの借款を提供する一方、ソ連に対しては同国向けの軍需物資の供給を遅らせる行為（精神的禁輸）を開始した。
またアメリカやカナダに移住したフィンランド人の中には、祖国に戻り義勇兵となった者もいた。後に俳優となったクリストファー・リーもその一人である。世界各国から、総計11,000人あまり（うち、スウェーデン人が約9,000）が義勇兵として、フィンランド側で参戦した。隣国のスウェーデンからは軍事物資、資金、人道支援も供与された。
ドイツでは、歴史的にはフィンランドの建国に深く関与しており深い結びつきがあったが、秘密議定書の内容を遵守する方針で、ソ連側に肩入れもしないかわりに、傍観する姿勢だった。
フランスでは反ソ感情が高まり、エドゥアール・ダラディエ首相はドイツに石油を供給しているソ連のバクー油田をトルコの協力を得て爆撃する計画をイギリスに提案した。しかし英仏両国は対独戦の最中であり、ソ連にも宣戦布告をして戦線を拡大することは避けたく、イギリスはこの提案を拒否した。
英仏は12月からフィンランド支援を検討していたが、1940年2月にポーランド亡命政府の部隊も加えた連合軍でノルウェーのナルヴィクに10万人の兵士を上陸させ、スウェーデン経由でフィンランドを支援することを名目にドイツへの鉄鉱石の輸出を停止させる作戦計画で一致した。英仏は国際連盟の決議を根拠にノルウェーとスウェーデンの両国に領内通過を要求したが、3月3日にノルウェーとスウェーデンは英仏の計画をはっきりと拒否した。
1940年1月、フィンランドのヴァイノ・タンネル外相がスウェーデンの支援を求めストックホルムを訪問した際には、スウェーデン政府の冷淡な対応が国民に知れ渡り、スウェーデン国内に政府非難の声が広がり、沈静化の為に国王が国民向けに声明を出す事態となった。
また世界各国から兵器が供与されたが、いずれも旧式兵器ばかりで数も少なくフィンランドを決定的に有利にする支援はついに行われなかった。
3月12日にモスクワ講和条約が結ばれると、フランスのダラディエ政権はフィンランド支援失敗の責任を議会で追及され、辞職に追い込まれた。

### 停戦
ソ連指導部は、戦争開始から1か月も経たないうちにこの戦争の落としどころを考え始めていた。死傷者増加や戦争の長期化、泥沼化は、ソ連国内の政治課題ともなっていた。また、春の訪れと共にソ連軍は森林地帯のぬかるみにはまる危険があった。ソ連は攻撃と並行して、1月12日に和平交渉の再開をフィンランドに提案した。1月末にはスウェーデン政府を経由した和平の予備交渉にまで至っていたが、フィンランド政府は、ソ連の提示した厳しい講和条件に躊躇せざるを得なかった。
しかし、スウェーデン王グスタフ5世がフィンランド支援の正規軍派遣をしないことを公式表明したことに加えて、2月末までにフィンランド軍の武器・弾薬の消耗が激しく、マンネルヘイム元帥はこのまま戦争を継続した場合、敗北は必至で、フィンランドの独立さえ危うくなるという政治的判断により、講和による決着を考えていた。これを受け政府は2月29日より講和交渉再開を決定した。同日、フィンランド第二の都市であり、首都ヘルシンキへの最後の防衛拠点であるヴィープリに対してソ連軍が殺到しており、フィンランド政府にもはや猶予はなかった。
和平交渉の結果、両国は3月6日に停戦協定に達した。4か月間の戦闘で、ソ連軍は少なくとも12万7千人の死者を出していた。ソ連軍戦死者は20万人以上ともいわれ、ニキータ・フルシチョフは100万人としている。
フィンランド側は、約2万7千名を失い、さらに講和の代償も決して安いものではなかった。

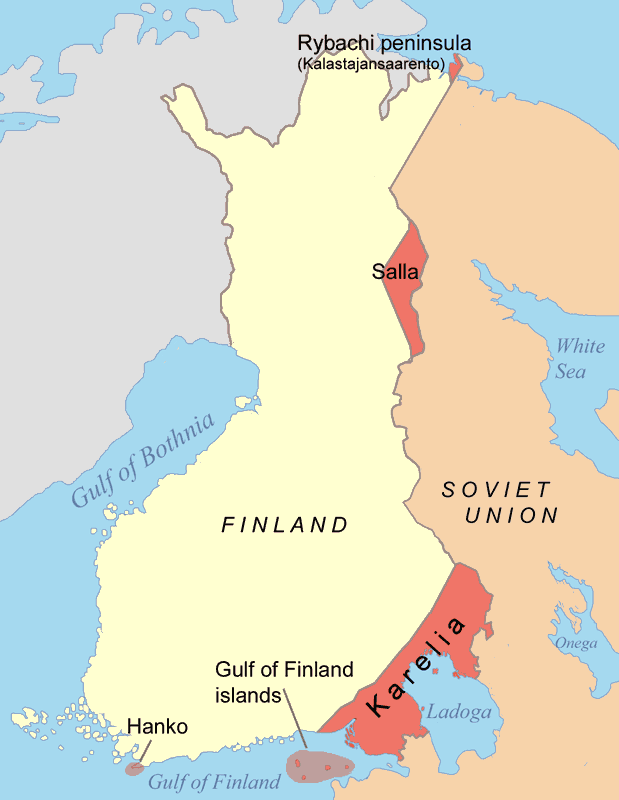
フィンランドが失った領土（赤色）

## モスクワ講和条約

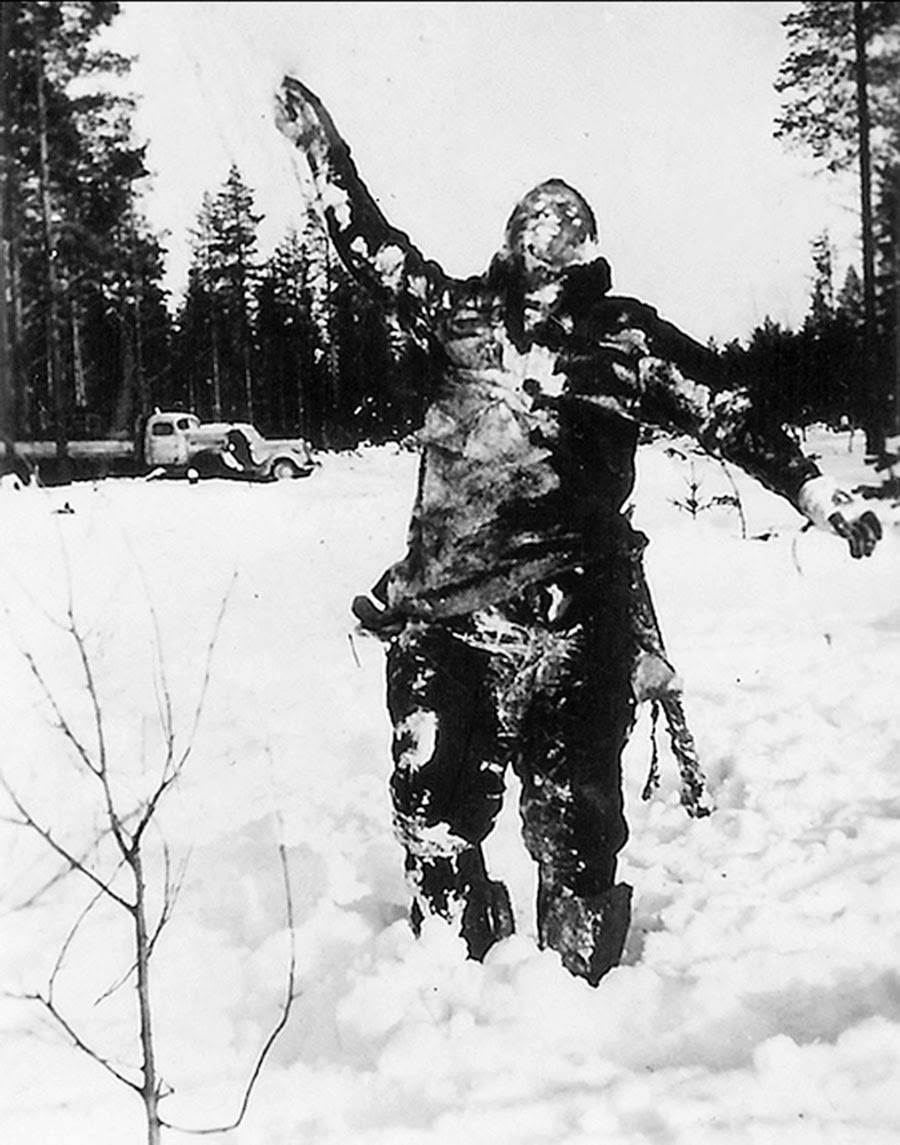
フィンランド軍が塹壕で凍死したソ連兵を発見した後、その凍死体はソ連への警告として国境に置かれた。。

1940年3月12日、モスクワ講和条約が結ばれた。フィンランドは国土面積のほぼ10 %に相当するカレリア地峡の割譲を余儀なくされた。カレリアは産業の中心地であり、第二の都市ヴィープリや、カキサルミ、ソルタヴァラの街も失った。当時のフィンランド全体の人口の12 %にあたるカレリア地峡の42万2千人は、ソ連側が示した10日間の期限内に、故郷を離れて移住するか、ソ連市民となるか、選択を迫られた。その他にも、サッラ地区、バレンツ海のカラスタヤンサーレント半島、およびフィンランド湾に浮かぶ4島を割譲し、さらにハンコ半島とその周辺の島々はソ連の軍事基地として30年間租借されることとなり、8,000人の住民が立ち退いた。
フィンランド市民にとって、この過酷な講和条件は衝撃であり、その精神的ショックは、戦い続けた場合よりも大きいのではないかとさえ言われた。しかしこの苦い経験は、フィンランド国民の愛国心を高めさせ、共産主義への敵意を確固たるものにした。

## なぜフィンランドは善戦できたのか

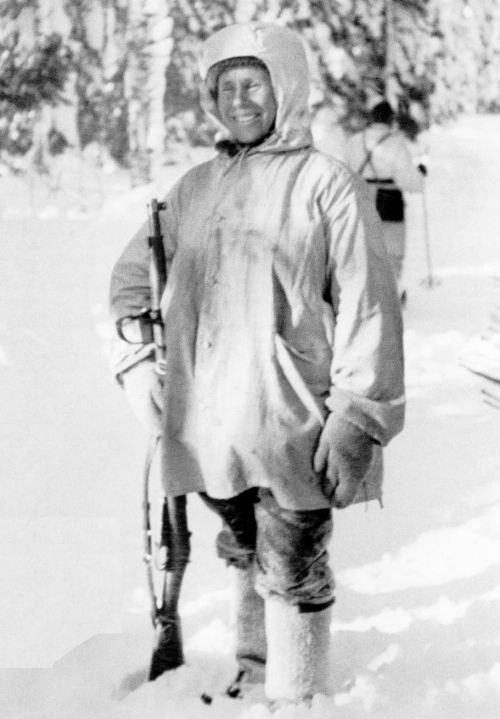
白い死神ことシモ・ヘイヘ。

まずフィンランド将兵の練度が非常に高かったことが理由の一つである。特にフィンランド仕様のモシン・ナガンM28-30小銃を使った狙撃能力は世界でもトップクラスのレベルであり、ソ連兵から「白い死神」と恐れられたシモ・ヘイヘ、スロ・コルッカなどの天才狙撃手などが例として挙げられる。特にシモ・ヘイヘの活躍により、フィンランド軍32人と赤軍4,000人が戦ったコッラの戦いでは赤軍を撃退している。加えてスキー技術の高さを利用した一撃離脱戦法などのゲリラ戦や、包囲戦術、そして非常に厳しい極寒の気候と、険しい地形を利用した地の利を活かした戦術により、赤軍の攻勢を阻止している。
また、フィンランド軍はロシア帝国から独立した後、ロシア製モシン・ナガン小銃とその弾薬を主力とした決断を下し、交戦する際に鹵獲したほぼ同型のソ連製銃器弾薬を有効活用しやすい。
その一方、当時スターリンによる赤軍の大粛清がピークを迎えており、トゥハチェフスキー元帥などの赤軍将校の約65 %が粛清されていた。そのため経験が皆無の指揮官が戦争に適用され、将兵も士気、練度共に低かった。さらに、フィンランド軍を過小評価した故に予備役の師団が混じっていたこともあり、祖国防衛に燃え、訓練されたフィンランド軍に一方的に大きな損害を出す状況が続いた。さらに冬季戦に関する知識や対策は全く反映されなかったため、戦死者の多くは凍死が多かったという。
この冬戦争の結果は赤軍の脆弱さを世界中に晒し、ドイツ総統アドルフ・ヒトラーは、ソ連との戦争も容易に勝利できると確信し、ソ連侵攻（バルバロッサ作戦）に影響を与えたと言われている。しかし、ソ連は冬戦争の教訓を独ソ戦で生かし、電撃の如く進撃していたドイツ国防軍をモスクワから退け、第三帝国は破滅の道を歩むことになる。

## 影響
モスクワ講和条約を結ぶために、ソ連の傀儡政権だったフィンランド民主共和国はモスクワ講和条約が結ばれた1940年3月12日、「フィンランド民主共和国政府は無用な流血を避けることを選んだ」として、ソ連の構成国であるカレロ＝フィン・ソビエト社会主義共和国に併合され廃止された。その後、なんとか独立を維持していたバルト三国は1940年6月から8月の間に、ソ連へと併合され、それぞれソビエト連邦内共和国となった。
1940年6月にはフランスがドイツに降伏し、西欧でドイツと戦っているのはイギリス連邦諸国だけとなった。フィンランドは冬戦争後、中立維持のためのスウェーデンとの軍事同盟を模索したが、ソ連とドイツの反対でこれは実現しなかった。その結果、フィンランドは軍事経済援助の見返りに軍事基地の提供などを行い、ドイツ軍はフィンランド領内に駐留を始めた。これは、明らかな独ソ不可侵条約の秘密議定書に対する違反で、のちに独ソ間の外交問題となった。1941年6月22日のドイツのソ連侵攻にはフィンランド軍は参戦しなかったがソ連軍がフィンランド領を空爆したため、6月25日、フィンランドはソ連に宣戦し継続戦争が始まった。

## 関連作品
- 映画
  - ウィンター・ウォー 厳寒の攻防戦（ペッカ・パリッカ監督、1990年）

## 参考、関連文献
- 中山雅洋『北欧空戦史』（学研M文庫、2007年） ISBN 978-4-05-901208-5
- 梅本弘『雪中の奇跡』（大日本絵画、1994年新装版） ISBN 4-499-20536-0
- 石野裕子『物語 フィンランドの歴史』中公新書、2017年10月19日。ISBN 978-4-12-102456-5。
- 植村英一『グスタフ・マンネルヘイム フィンランドの白い将軍』（荒地出版社、1992年） ISBN 4-7521-0069-X
- William R. Trotter『THE WINTER WAR : The Russo-Finnish War of 1939-40』（Aurum Press Ltd、2003年）ISBN 1-854-10932-4
- ニコライ・トルストイ 著＼新井康三郎 訳『スターリン その謀略の内幕』（読売新聞社、1984年） ISBN 4-643-54360-4
- 齋木伸生 著『冬戦争 (Historia Talvisota) 』(イカロス出版、2014年)
- Trotter, William R. (2000). A FROZEN HELL: The Russo–Finnish War of 1939–40. Algonquin Books of Chapel Hill. ISBN 1-565-12249-6